# رصدخانه گریفیتس

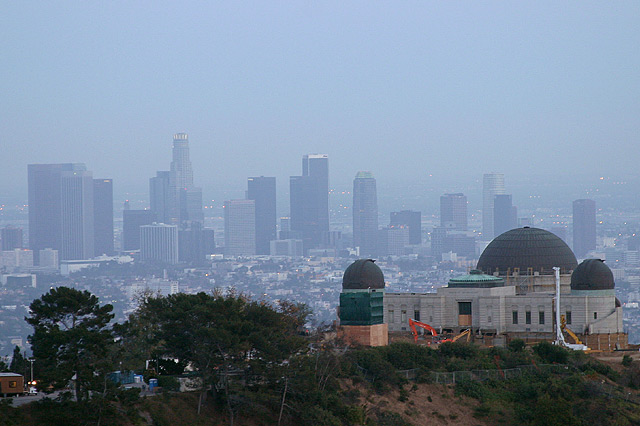
نمایی از مرکز فرهنگی رصدخانه بر فراز شهر لس آنجلس

رصدخانه گریفیث یک رصدخانه در لس آنجلس ، کالیفرنیا ، در دامنه جنوبی کوه هالیوود در پارک گریفیث است. منظره ای از حوضه لس آنجلس شامل مرکز شهر لس آنجلس در جنوب شرقی، هالیوود در جنوب، و اقیانوس آرام در جنوب غربی را فرا می گیرد. این رصدخانه یک جاذبه توریستی محبوب با نمای نزدیک از تابلوی هالیوود و مجموعه وسیعی از فضا و نمایش‌های مرتبط با علم است. نام آن برگرفته از نیکوکارش، گریفیث جی. گریفیث است. پذیرش از زمان افتتاح رصدخانه در سال ۱۹۳۵ \، طبق وصیت خیر، رایگان بوده است. این رصدخانه در سال ۱۹۳۵ تأسیس گردید.
از زمان افتتاح تا حالا، بیش از ۹ میلیون نفر از دوربین انکسار ۱۲ اینچی (۳۰.۵ سانتی متری) زایس دیدن کرده اند که آن را به پربیننده ترین تلسکوپ در جهان تبدیل کرده است. تم فضا در فضای داخلی غالب است.

## تاریخچه
در ۱۶ دسامبر ۱۸۹۶، ۳٬۰۱۵ جریب فرنگی (۱۲٫۲۰ کیلومتر مربع)   اطراف رصدخانه توسط گریفیث جی. گریفیث به شهر لس آنجلس اهدا شد. او در وصیت نامه خود بودجه ای را برای ساخت یک رصدخانه، سالن نمایشگاه و آسمان نما در زمین اهدایی اهدا کرد. هدف گریفیث این بود که نجوم را در دسترس عموم قرار دهد، برخلاف این ایده رایج که رصدخانه ها باید بر روی قله های کوهستانی دور افتاده و محدود به دانشمندان باشد.
گریفیث مشخصات دقیقی را برای رصدخانه تهیه کرد. در تهیه پیش نویس طرح ها، او با والتر سیدنی آدامز، مدیر آینده رصدخانه مونت ویلسون ، و جورج الری هیل، که (با اندرو کارنگی ) اولین تلسکوپ اخترفیزیکی را در لس آنجلس تأسیس کرد، مشورت کرد.
به عنوان یک پروژه مدیریت پیشرفت کار، ساخت و ساز در ۲۰ ژوئن ۱۹۳۳ با استفاده از طرحی که توسط معماران جان سی آستین و فردریک مورس اشلی (۱۸۷۰-۱۹۶۰)، بر اساس طرح های اولیه راسل دبلیو پورتر توسعه یافته بود، آغاز شد. رصدخانه و نمایشگاه های همراه در 14 مه ۱۹۳۵ به عنوان سومین افلاک نما در کشور به روی عموم باز شد. این رصدخانه در پنج روز اول فعالیت خود بیش از ۱۳،۰۰۰ بازدیدکننده داشت. دینزمور آلتر مدیر موزه در اولین سال های تأسیس بود.
این ساختمان تأثیرات یونانی و هنرهای زیبا را ترکیب می‌کند و نمای بیرونی با الگوی کلید یونانی تزیین شده است.
در طول جنگ جهانی دوم، از افلاک نما برای آموزش خلبانان در مسیریابی آسمانی استفاده می شد. در دهه ۱۹۶۰ از این سیاره‌نما برای آموزش فضانوردان برنامه آپولو برای اولین مأموریت‌های ماه استفاده شد.

### بنیاد رصدخانه گریفیث -
بنیاد رصدخانه گریفیث در سال ۱۹۷۸ به عنوان دوستان رصدخانه تاسیس شد. این توسط دبرا گریفیث و هارولد گریفیث (نوه خیر رصدخانه) با دکتر EC Krupp (مدیر رصدخانه فعلی) و گروه کوچکی از شرکای اختصاصی تأسیس شد. این بنیاد از رصدخانه در مأموریت خود در نجوم عمومی حمایت می کند و از بازسازی و گسترش رصدخانه حمایت می کند. این بنیاد به ترویج رصدخانه به عنوان عامل سواد علمی، آموزش و نجوم تجربی ادامه می دهد.

### نوسازی و گسترش -
رصدخانه در ۶ ژانویه ۲۰۰۲ به دلیل نوسازی و گسترش گسترده فضای نمایشگاه بسته شد. در ۲ نوامبر ۲۰۰۶ دوباره به روی عموم باز شد و نمای بیرونی آرت دکو خود را حفظ کرد. بازسازی ۹۳ میلیون دلاری که عمدتاً توسط انتشار اوراق قرضه عمومی پرداخت شد، ساختمان را بازسازی کرد و همچنین گنبد قدیمی افلاک نما را جایگزین کرد. ساختمان زیرزمینی، با نمایشگاه‌های کاملاً جدید،  یک کافه، فروشگاه هدیه و تئاتر جدید لئونارد نیموی 'اوانت حریزون' گسترش یافت.
در ۲۵ می ۲۰۰۸، رصدخانه به بازدیدکنندگان ارائه پوشش زنده از فرود فینیکس در مریخ را ارائه کرد.
اد کروپ از سال ۱۹۷۴ مدیر رصدخانه بوده است. او بیش از ۴۵  سال مسئول به روز رسانی فناوری و ساختمان بوده است.

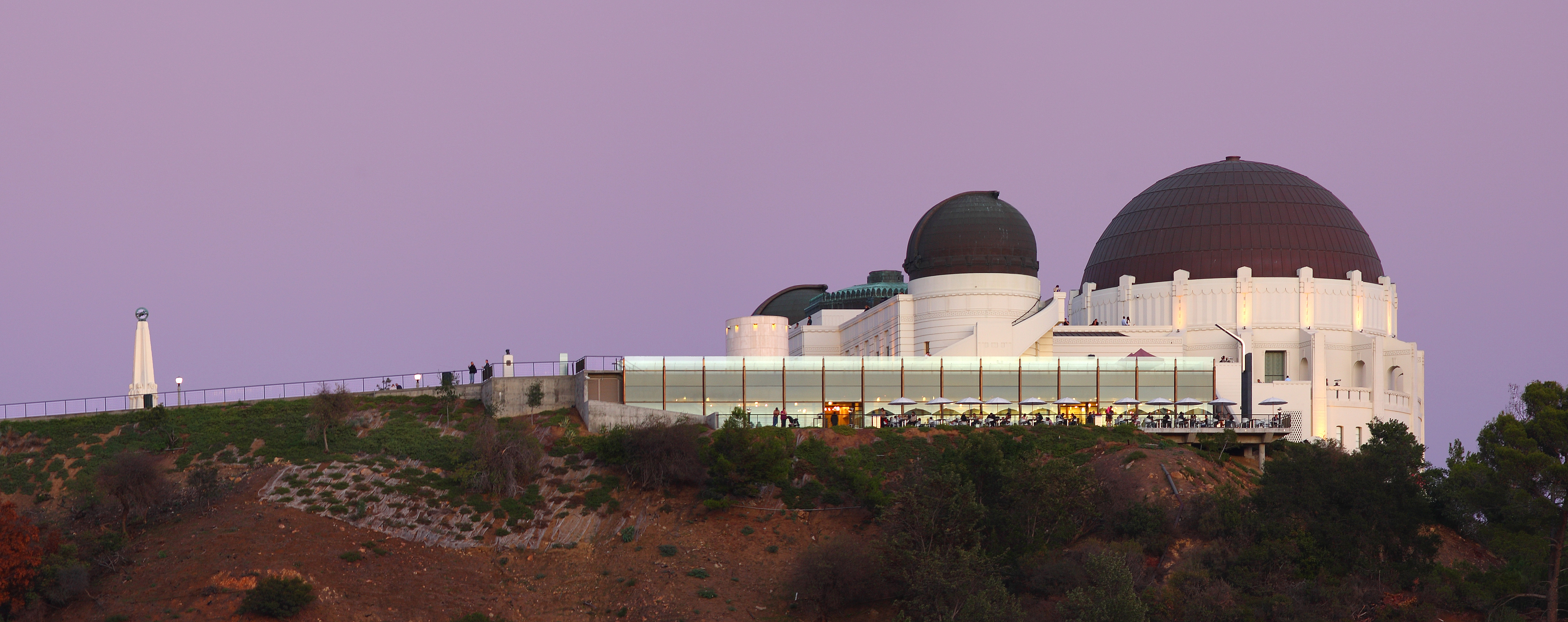
نمای جانبی رصدخانه در سال ۲۰۰۷ پس از بازسازی
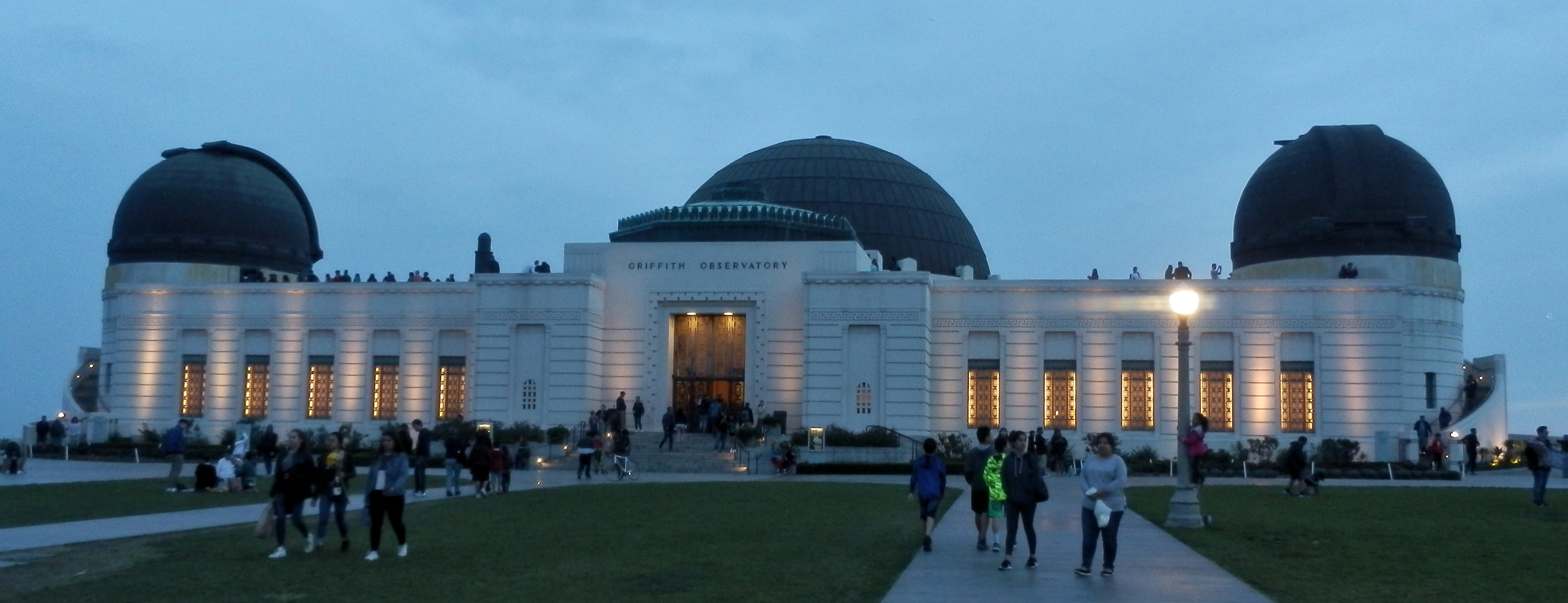
رصدخانه گریفیث در سپیده دم
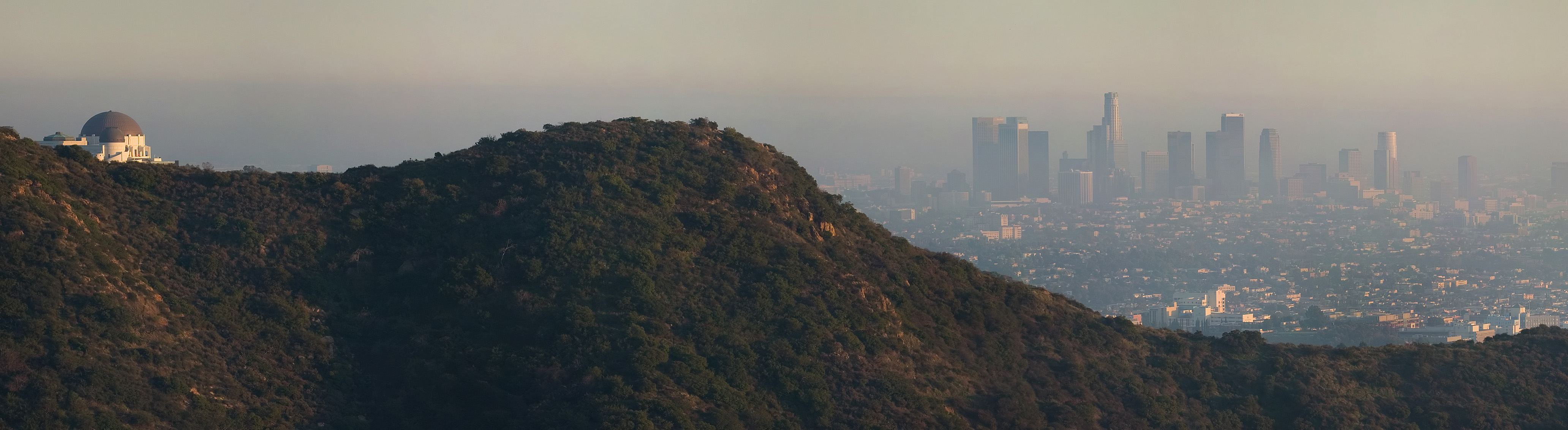
رصدخانه گریفیث و خط افق مرکز شهر لس آنجلس

### نمایشگاه ها -

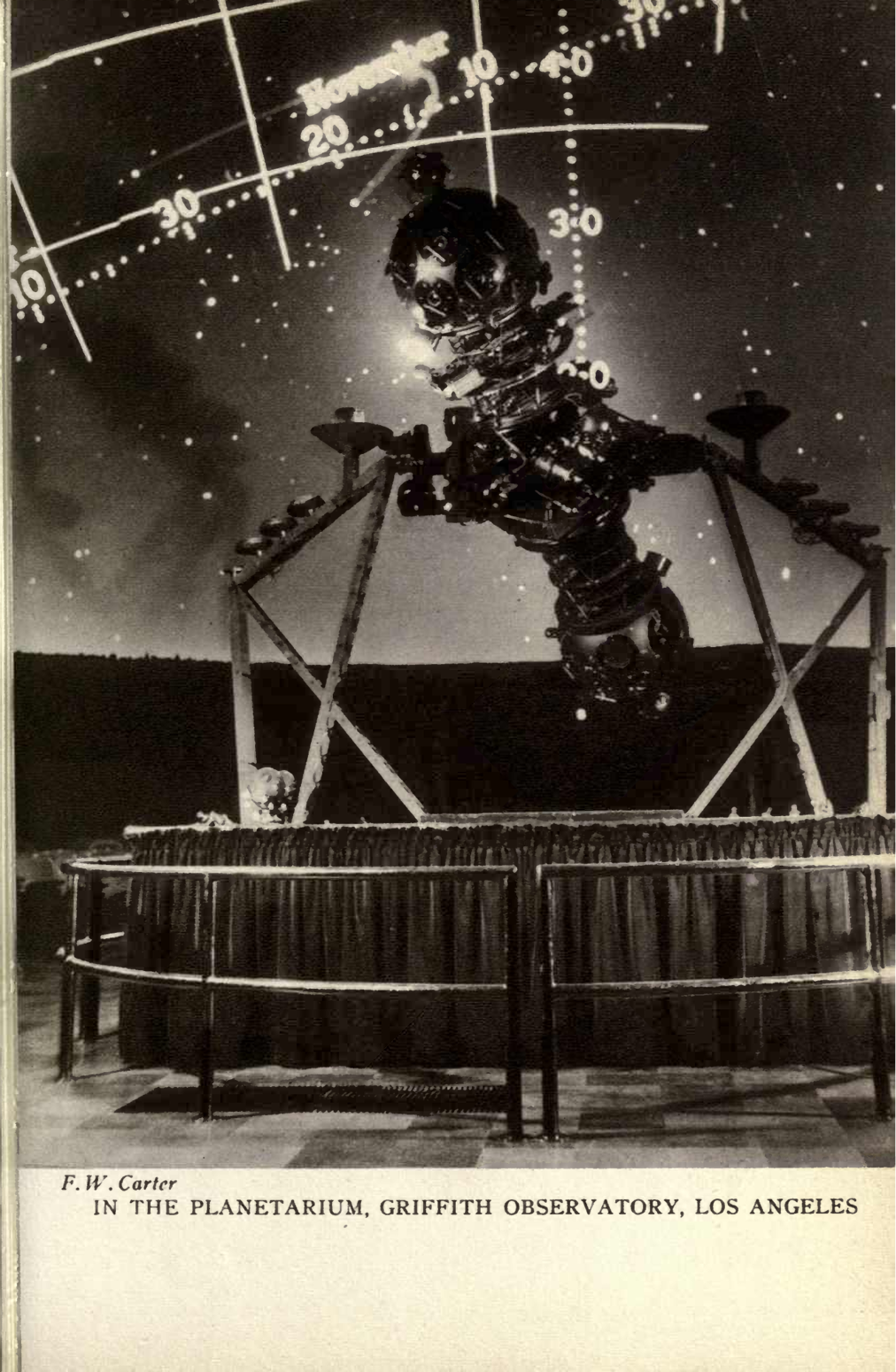
سیاره‌نمای رصدخانه گریفیث در حدود ۱۹۳۷-۱۹۳۹ میلادی عکس‌برداری شده است

گریفیث درخواست کرد که رصدخانه نمایشی از تکامل داشته باشد که با نمایشگاه Cosmochron (کسموچارن) انجام شد که شامل روایتی از پروفسور چستر استاک کلتک و یک نمایش اسلاید همراه بود. نمایشگاه تکامل از سال ۱۹۳۷ تا اواسط دهه ۱۹۶۰ وجود داشت.
همچنین در طرح اولیه یک افلاک نما در زیر گنبد بزرگ مرکزی گنجانده شده بود. اولین نمایش ها موضوعاتی از جمله ماه، جهان های منظومه شمسی و خسوف ها را پوشش می دادند.
سالن نمایش افلاک نما در سال ۱۹۶۴ بازسازی شد و یک پروژکتور Mark IV Zeiss نصب شد.

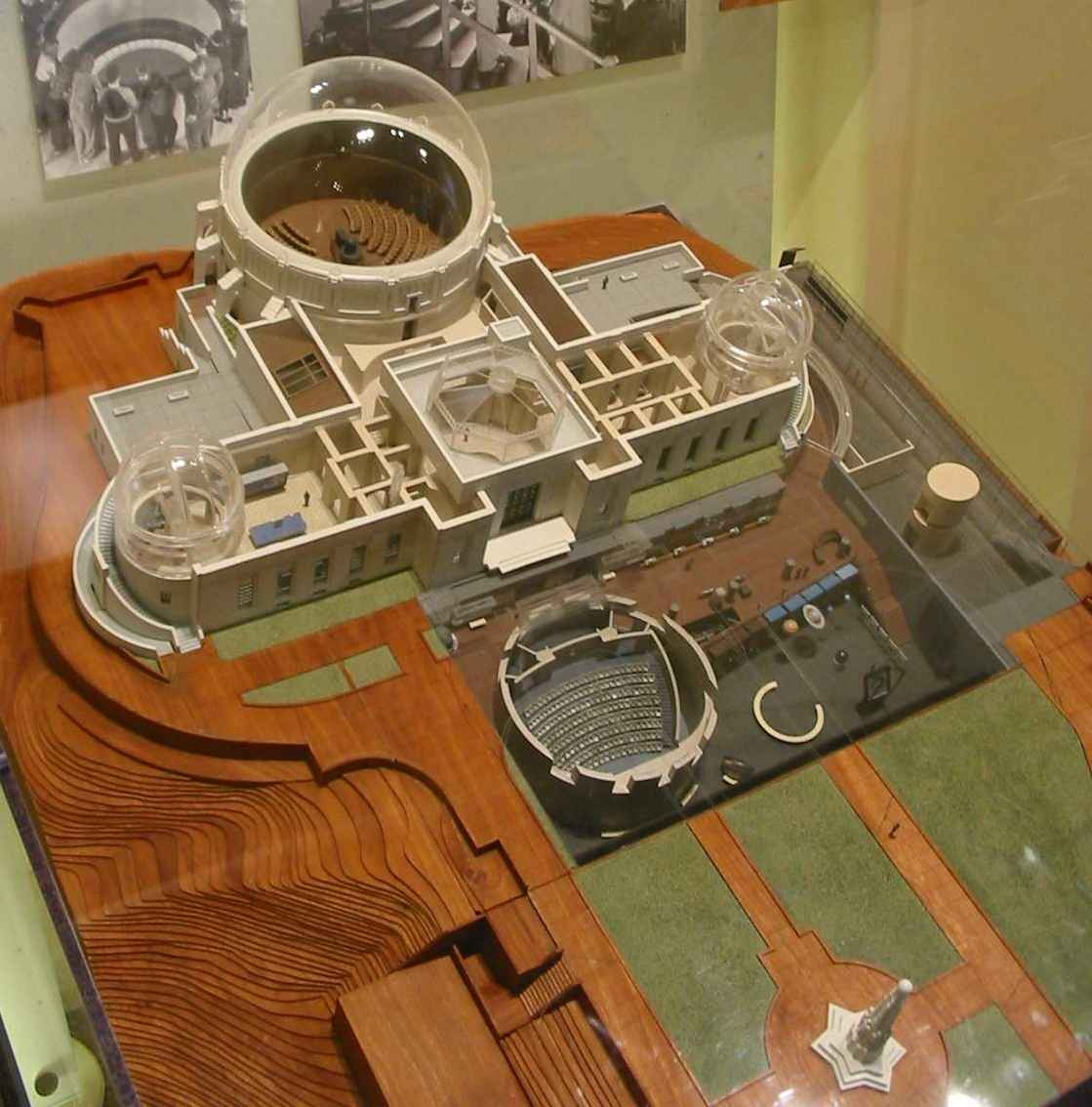
مدلی که فضاهای نمایشگاهی زیرزمینی را نشان می‌دهد که در طول بازسازی‌های ۲۰۰۲-۲۰۰۶ اضافه شده است.

کافه در انتهای کیهان، ادای احترام به رستوران در انتهای کیهان ، یکی از کافه‌های متعددی است که توسط سرآشپز مشهور ولفگانگ پاک اداره می‌شود. یکی از دیوارهای داخل ساختمان با بزرگترین تصویر دقیق نجومی که تا کنون ساخته شده است ( ۱۵۲ فوت (۴۶ متر) پوشیده شده است. طول ۲۰ فوت (۶٫۱ متر) بالا)، به نام "تصویر بزرگ"،  که خوشه کهکشانی باکره را به تصویر می کشد. بازدیدکنندگان می توانند تصویر بسیار دقیق را از دسترس بازو یا از طریق تلسکوپ های ۶۰ فوت (۱۸ متر) کاوش کنند. دور. در سال ۲۰۰۶ پروژکتور ستاره زایس مارک IV مدل ۱۹۶۴ با یک یونیورسریوم زایس مارک IX جایگزین شد. پروژکتور افلاک‌نمای سابق بخشی از نمایشگاه زیرزمینی در مورد روش‌هایی است که بشر از طریق آن آسمان‌ها را تجسم کرده است.

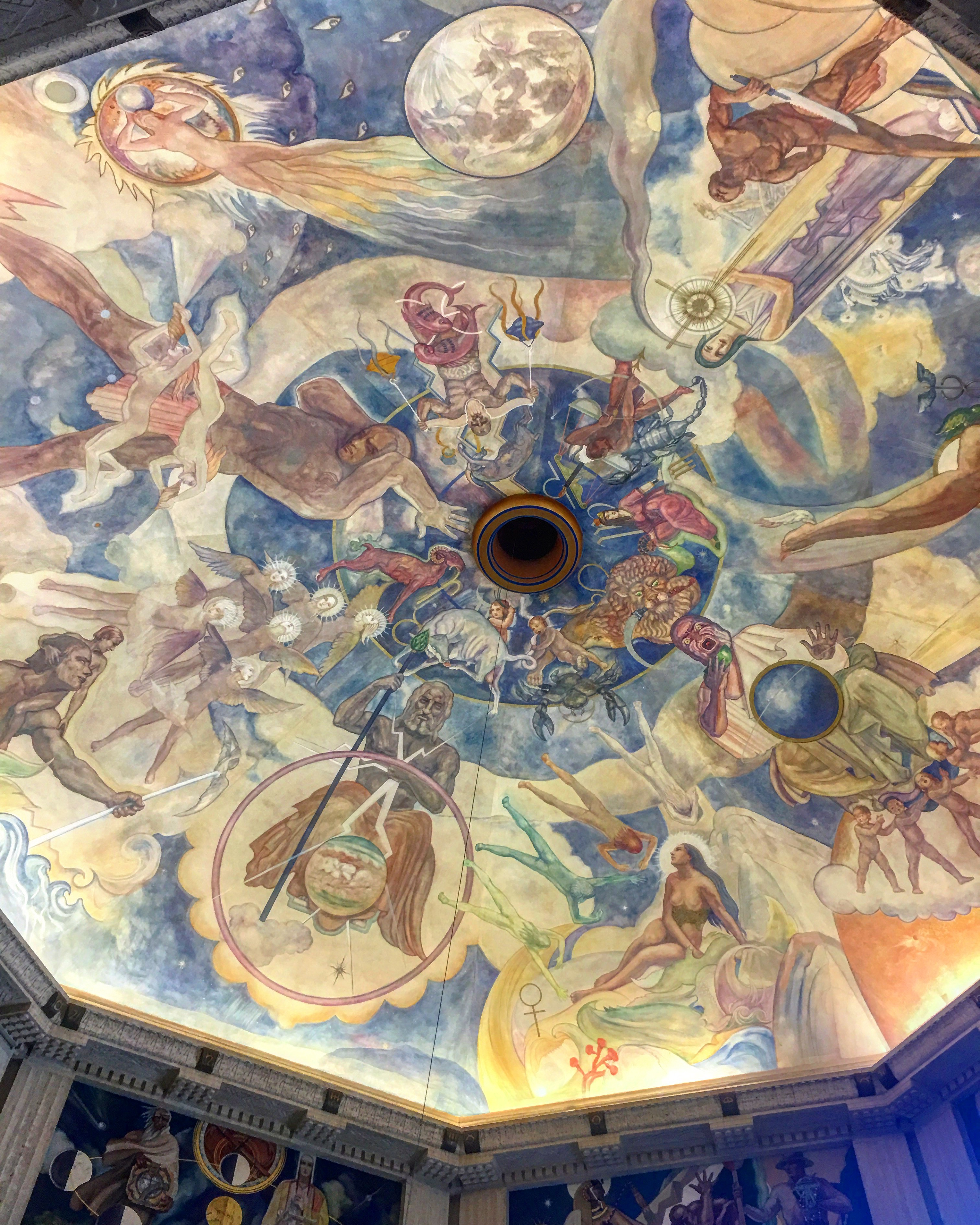
سقف روتوندا رصدخانه گریفیث

مرکز در کیهان دارای یک ویدیوی همهجانبه با وضوح بالا است که توسط یک سیستم لیزری ابتکاری که توسط شرکت ایواز و ساترلند توسعه یافته است، همراه با یک شبیه‌سازی کوتاه آسمان شب که توسط زایس یونیورسوم ارائه شده است. تیمی از انیماتورها، به کارگردانی دان دیکسون، مدیر هنری رصدخانه که در نوشتن فیلمنامه نیز مشارکت داشت، بیش از دو سال برای ساخت این برنامه ۳۰ دقیقه ای کار کردند. بازیگران با در دست داشتن یک گوی درخشان، نمایش را به سرپرستی کریس شلتون انجام می دهند. بلیط های نمایش به طور جداگانه در گیشه رصدخانه خریداری می شود. بلیط ها بر اساس اولویت و اولویت به فروش می رسد. کودکان زیر ۵ سال رایگان هستند، اما فقط در اولین نمایش افلاک نما در روز پذیرفته می شوند. فقط اعضای گروه پشتیبانی رصدخانه، دوستان رصدخانه،  می توانند بلیط نمایش افلاک نما را رزرو کنند.
این رصدخانه به شش بخش تقسیم می‌شود:
1. تالار چشم وایلدر
2. تالار آسمان آهمانسون
3. روتوندا مرکزی بنیاد WM Keck
4. اتصال کیهانی
5. تالار عمق گانتر
6. نیم‌ساخت لبه فضایی.

تالار چشم وایلدر که در بال شرقی سطح اصلی قرار دارد، بر ابزارهای نجومی مانند تلسکوپ ها و چگونگی تکامل آنها در طول زمان تمرکز می کند تا مردم بتوانند فضای بیشتری را ببینند. ویژگی‌های تعاملی موجود در آنجا عبارتند از یک سیم پیچ تسلا و یک دوربین ابسکورا که از آینه‌ها و لنزها برای متمرکز کردن نور بر روی یک سطح صاف استفاده می‌کند.
تالار آسمان آهمنسون که در بال غربی قرار دارد، بر روی اجرامی که معمولاً در آسمان یافت می شوند، مانند خورشید و ماه تمرکز می کند. مرکز اصلی این بخش یک تلسکوپ خورشیدی بزرگ است که با استفاده از یک سری آینه به نام کولوستات، تصاویری از خورشید را نشان می دهد. نمایشگاه‌های اینجا شامل جدول تناوبی از عناصر، نمودار هرتسسپرونگ-راسل، و چندین طاقچه‌هایی است که نمایشگاه‌هایی درباره موضوعاتی مانند روز و شب، مسیرهای خورشید و ستارگان، فصل‌ها، مراحل ماه، جزر و مد و کسوف را نشان می‌دهد. روتوندا مرکزی بنیاد WM Keck دارای چندین نقاشی دیواری هوگو بالین بر روی سقف و دیوارهای بالایی است که از سال ۱۹۳۴ بازسازی شده‌اند، یک آونگ فوکو که چرخش زمین را نشان می‌دهد و یک نمایشگاه کوچک که به گریفیث جی. گریفیث اختصاص داده شده است، که رصدخانه به نام او نامگذاری شده است.

## نگارخانه

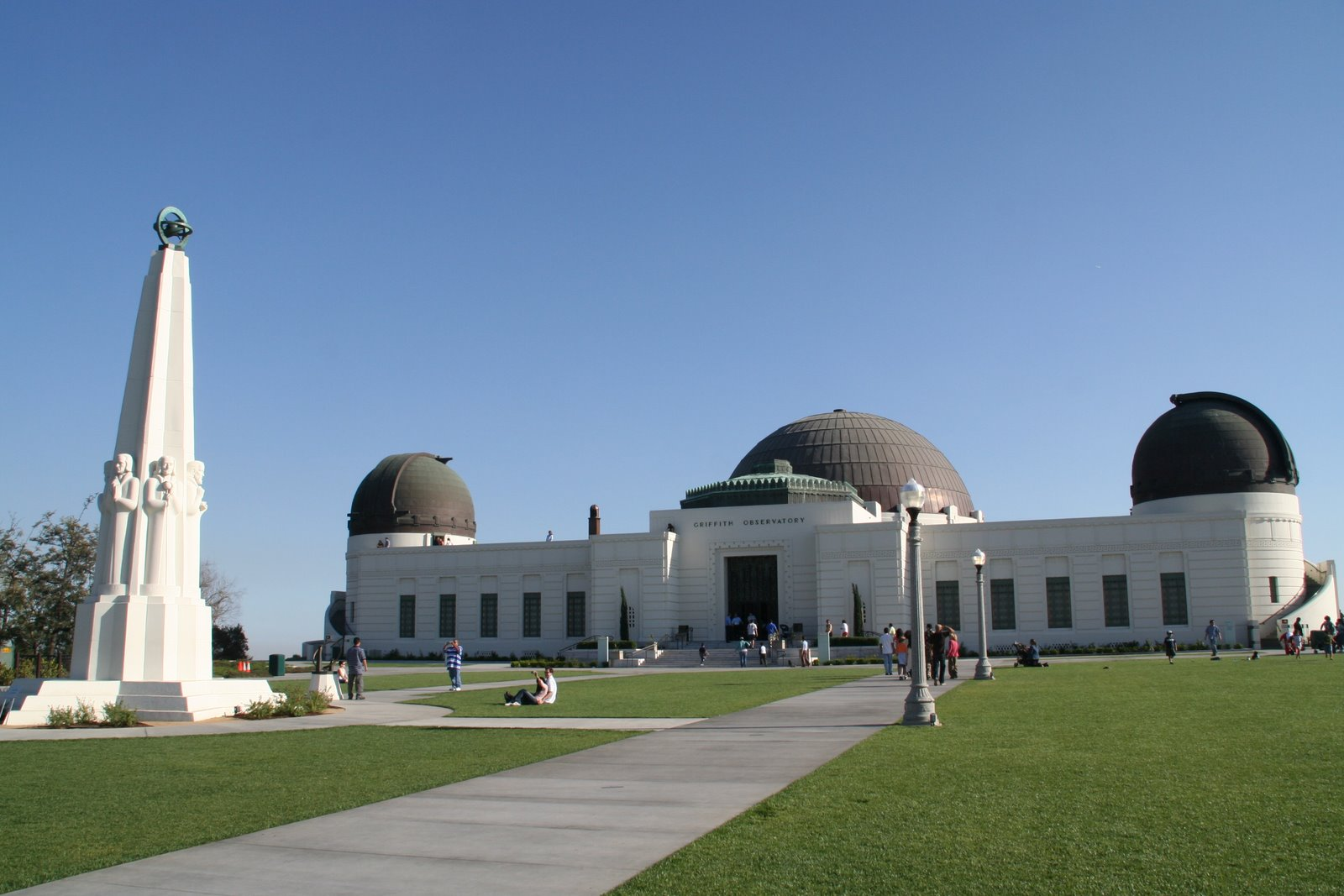
<! The Griffith Observatory, April 2007>
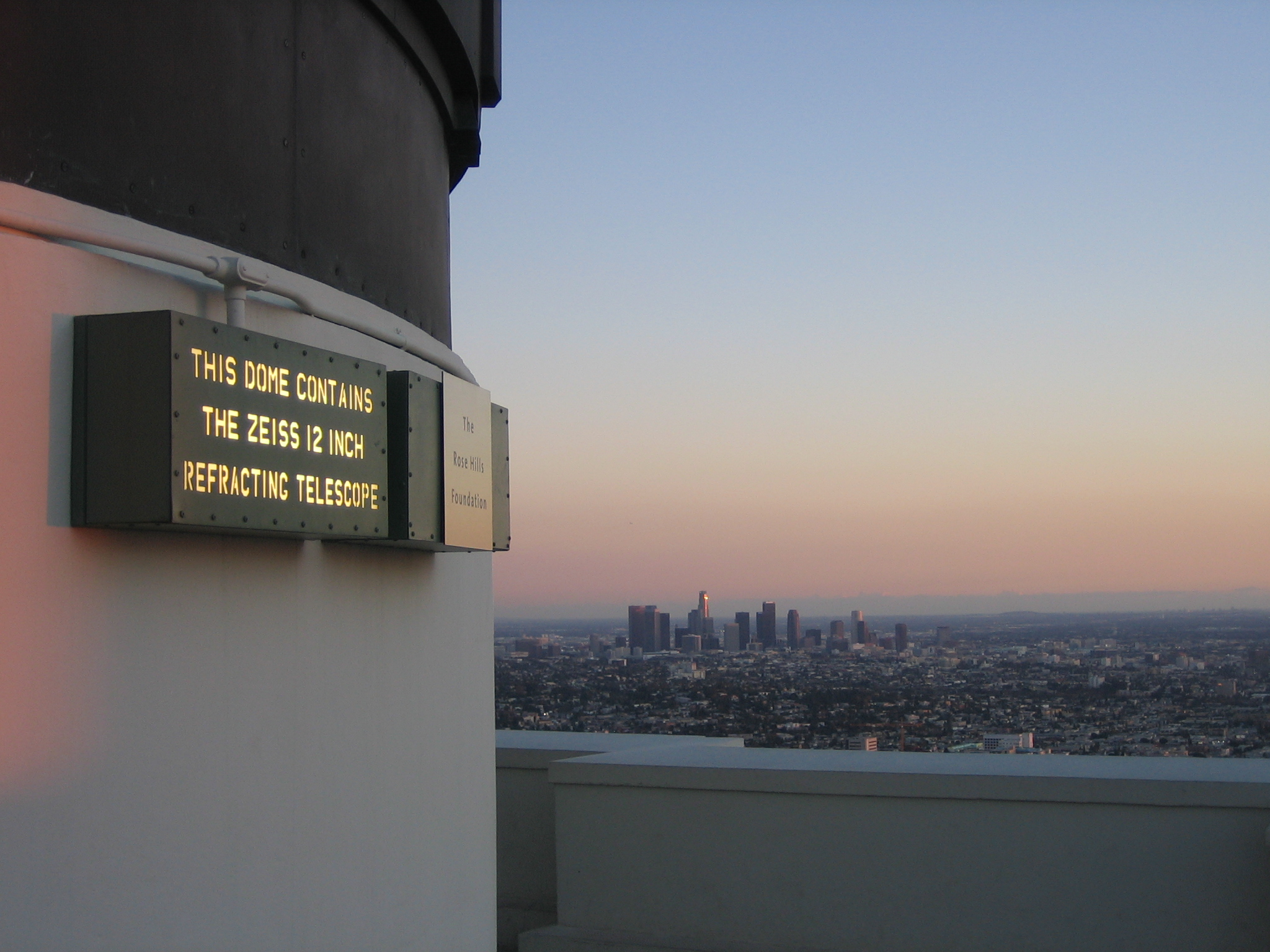
<!View of Downtown Los Angeles from the telescope.>
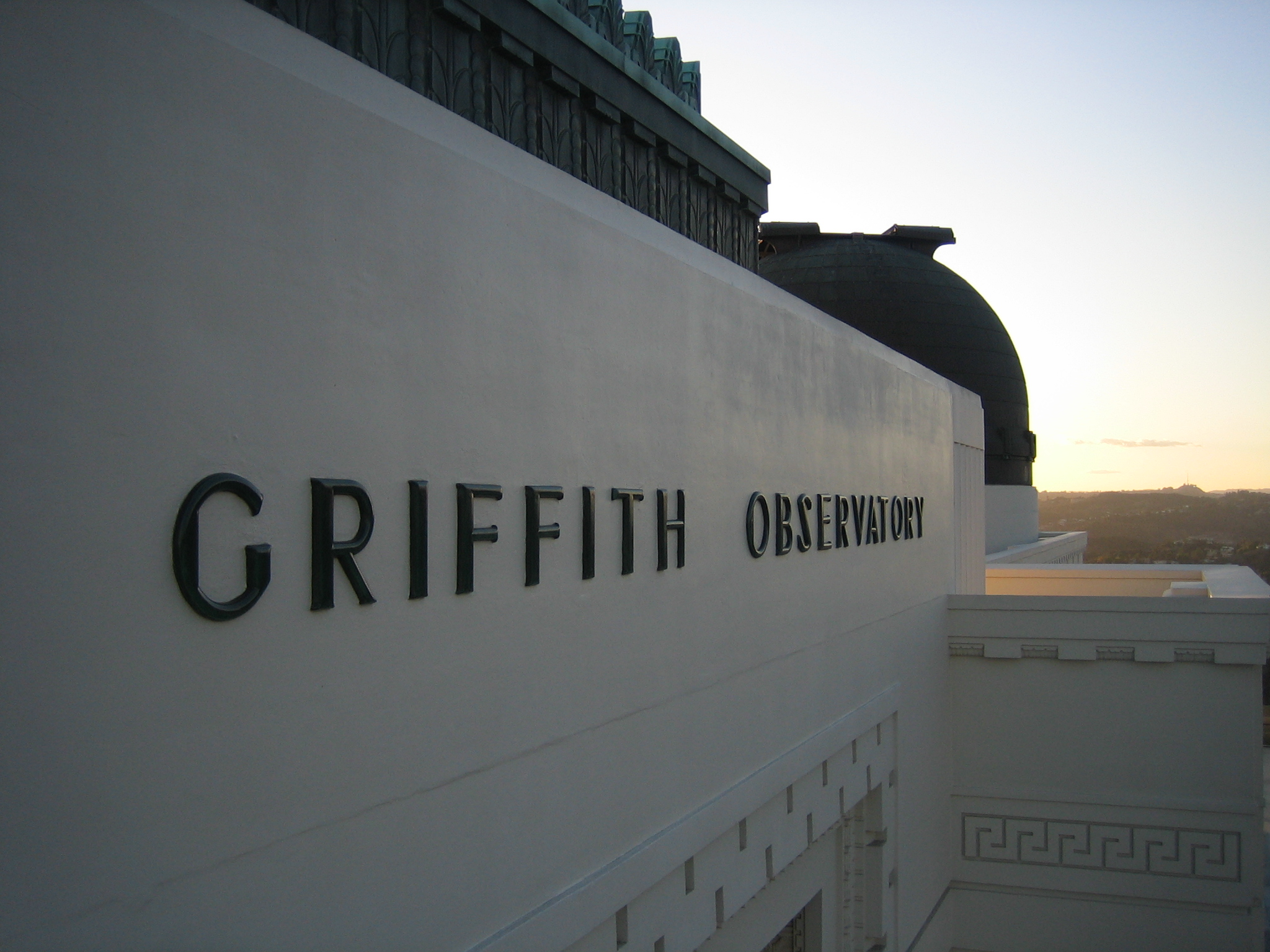
<!Architecture closeup, taken after the renovation.>
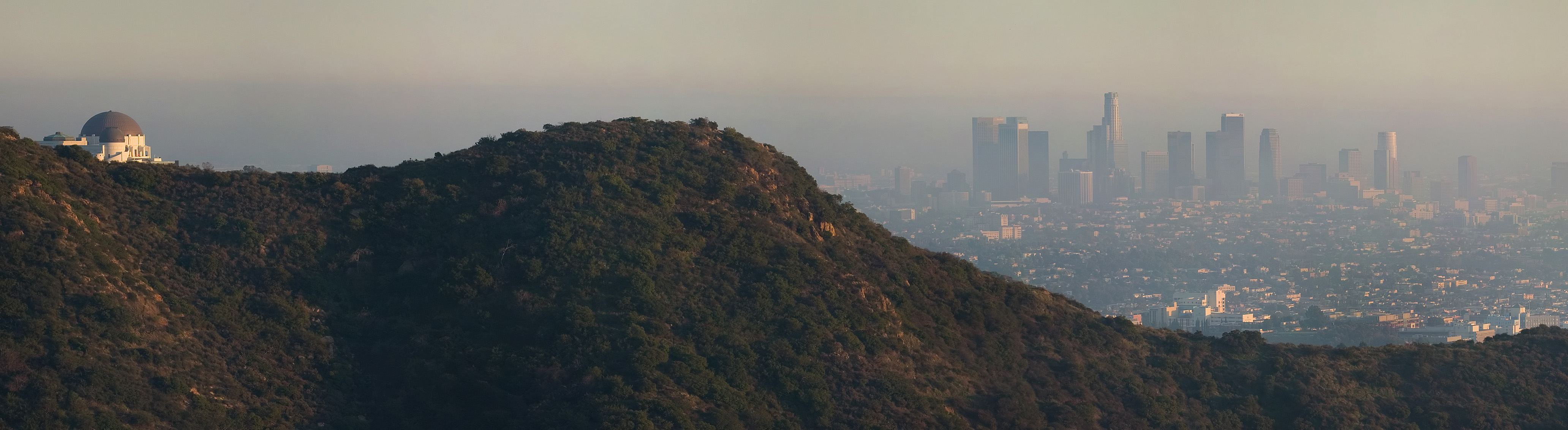
<!Panorama of Los Angeles and Griffith Observatory viewed from the Hollywood Hills.>
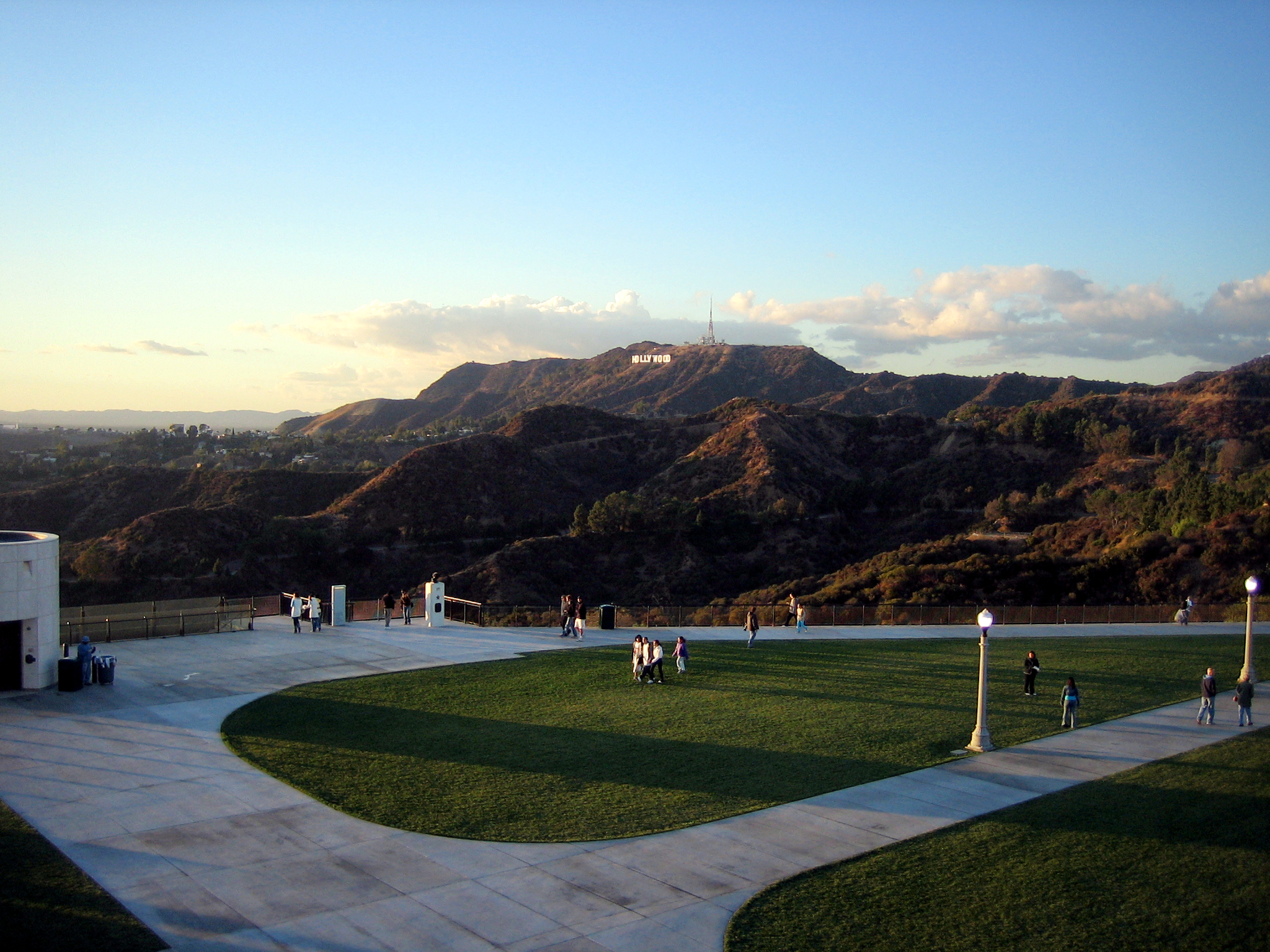
<!View of the نشان هالیوود on a clear day.>
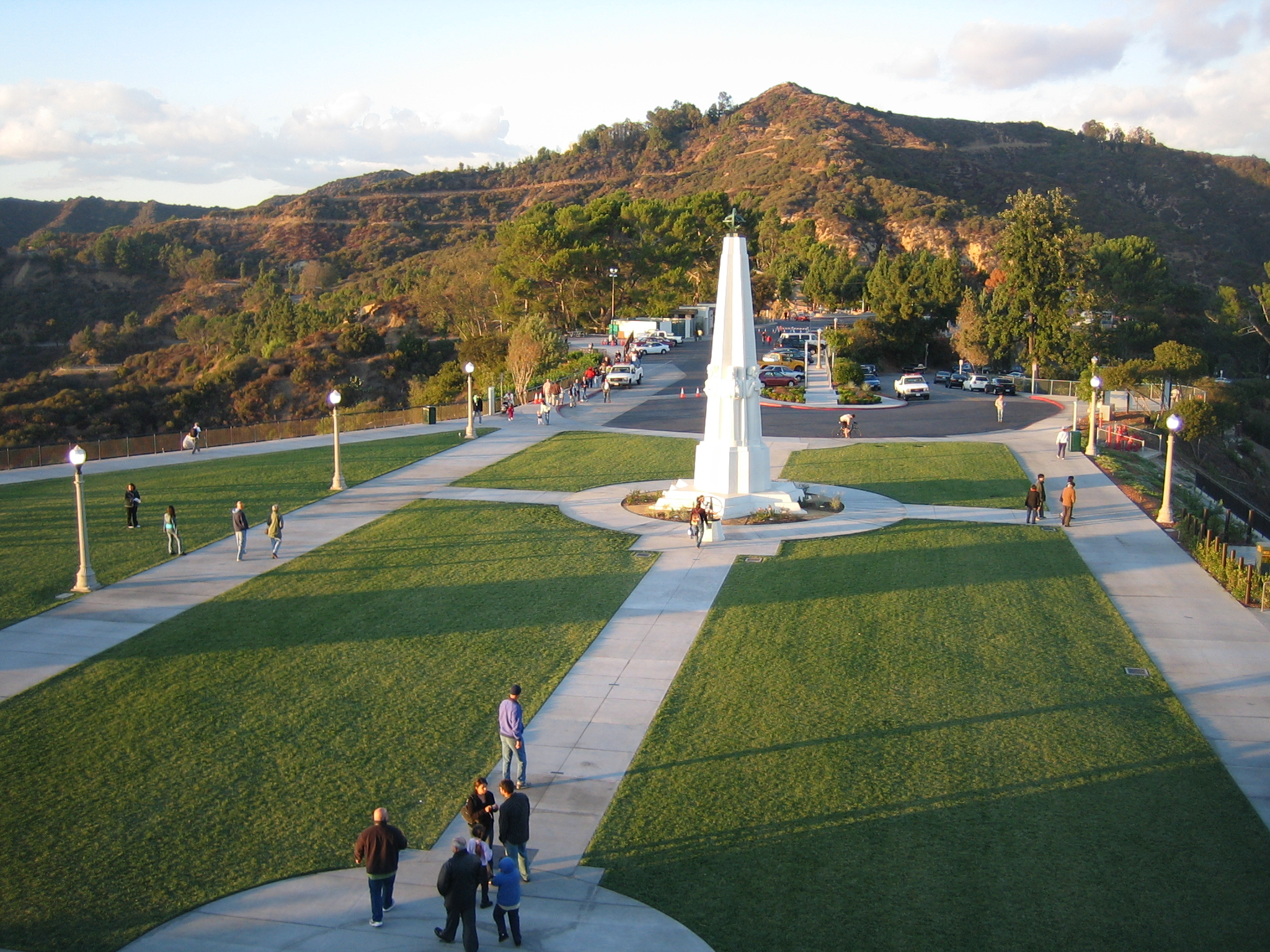
<!Lawn at entrance and Griffith Park trails, looking north from atop the observatory.>
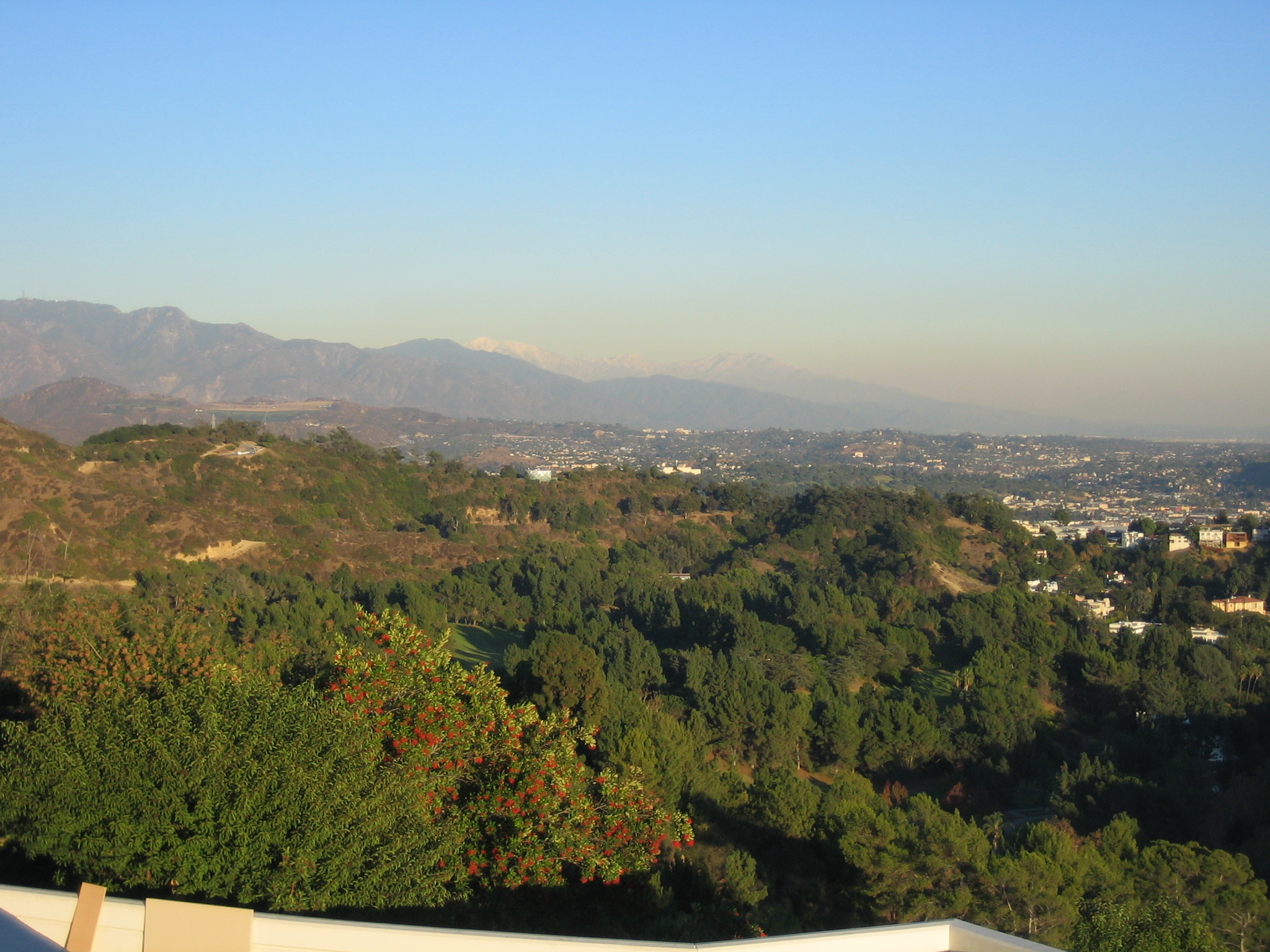
<!View looking eastward, with south Griffith Park and Eagle Rock>
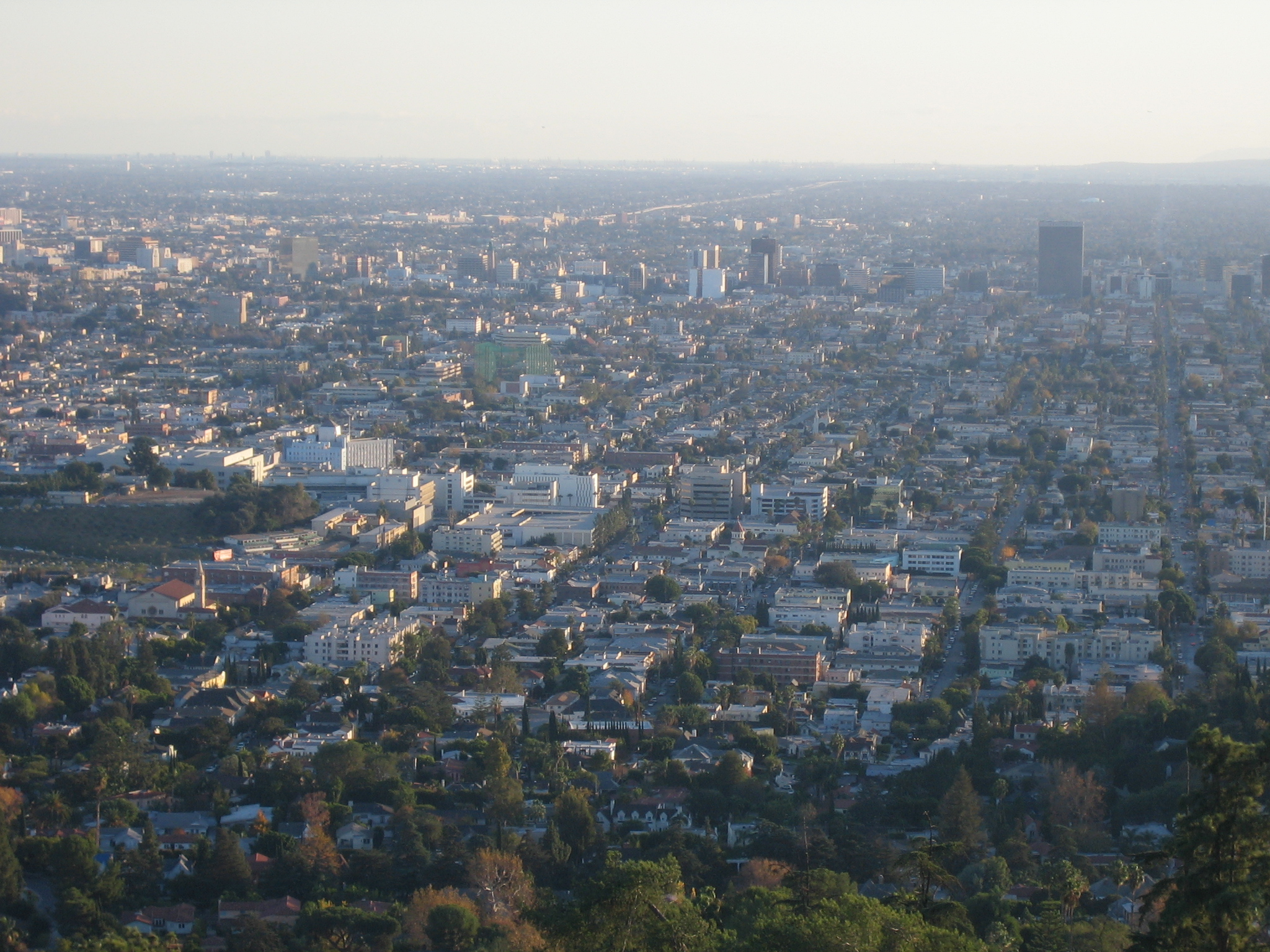
<!View of the Los Angeles Basin looking south, with Little Armenia in the center.>
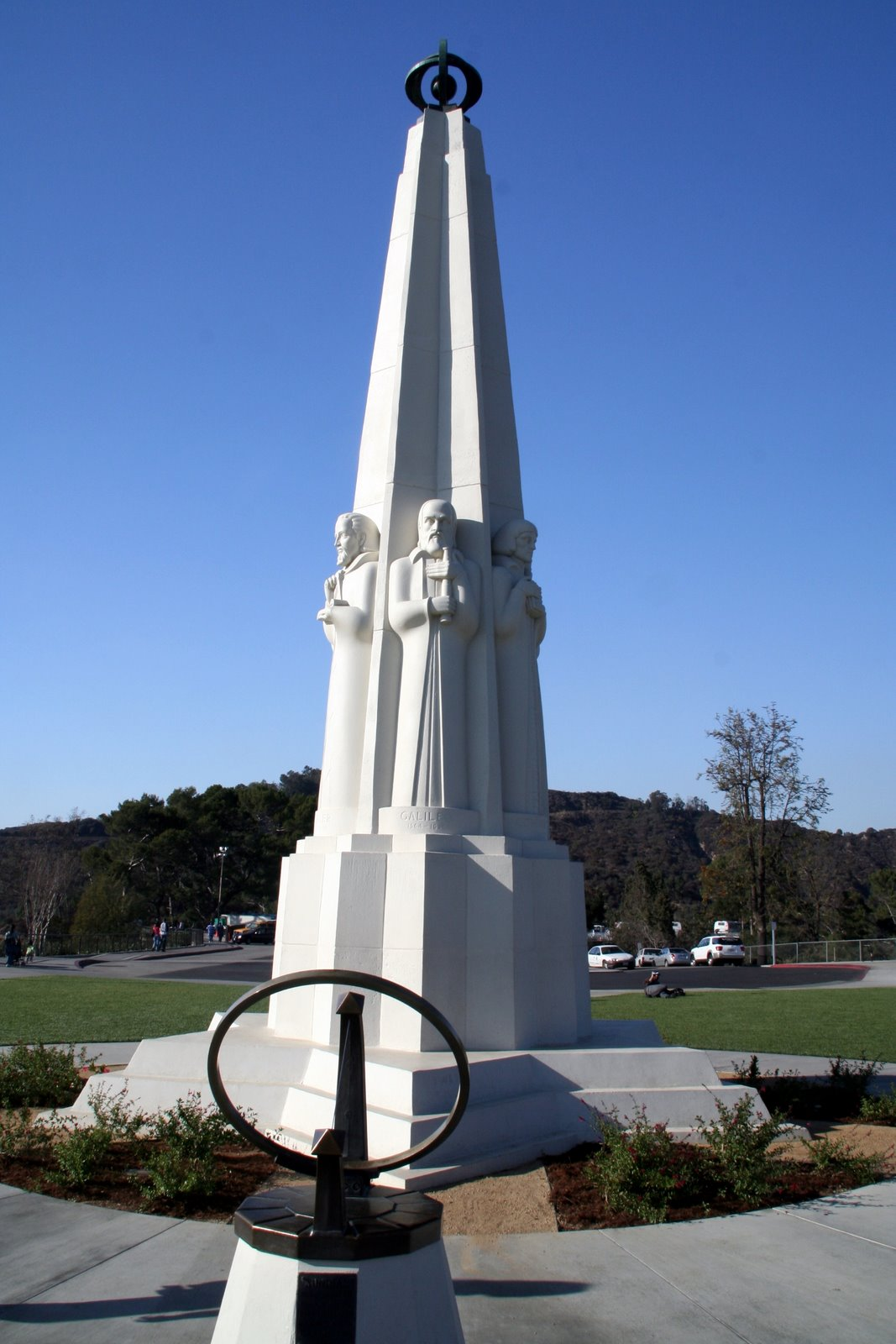
<!Astronomers Monument in front of north door.>
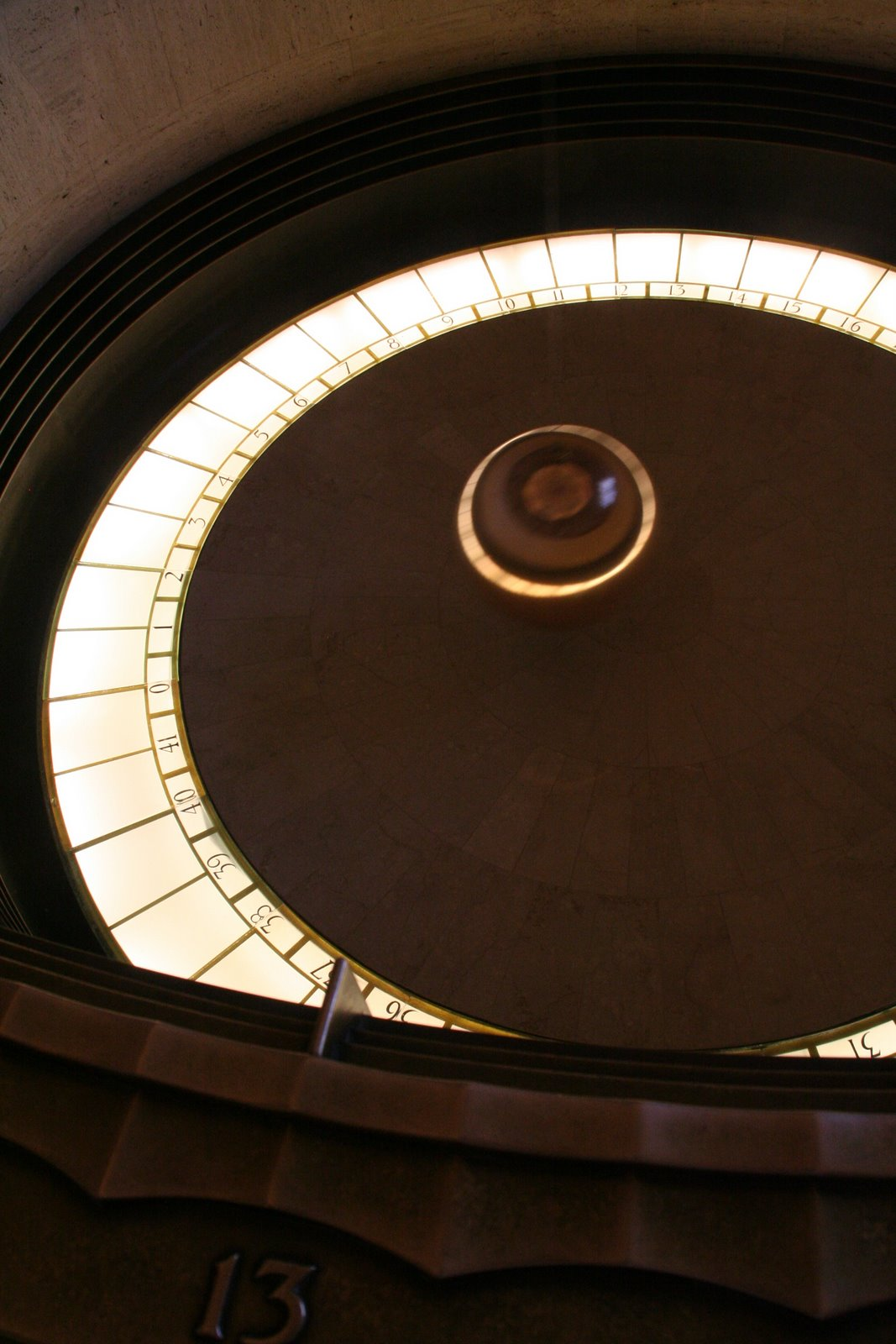
<!آونگ فوکو in the center of W. M. Keck Foundation Central Rotunda.>